# جيمس وارد
جيمس وارد (بالإنجليزية: James Ward)‏ مواليد 9 فبراير 1987 في لندن، إنجلترا. هو لاعب كرة مضرب بريطاني.

## روابط خارجية
- جيمس وارد على موقع رابطة محترفي التنس (الإنجليزية)
- جيمس وارد على موقع الاتحاد الدولي لكرة المضرب (الإنجليزية)
- جيمس وارد على موقع كأس ديفيز (الإنجليزية)
- جيمس وارد على موقع خلاصة التنس.كوم (الإنجليزية)
- جيمس وارد على موقع إي إس بي إن.كوم (الإنجليزية)
- جيمس وارد على موقع اتحاد ألعاب الكومنولث (مؤرشف) (الإنجليزية)